# Переменовка
Переменовка (каз. Переменовка) — село в Бородулихинском районе Абайской области Казахстана. Административный центр Переменовского сельского округа. Код КАТО — 633875100.

## Население
В 1999 году население села составляло 931 человек (479 мужчин и 452 женщины). По данным переписи 2009 года, в селе проживало 758 человек (384 мужчины и 374 женщины).

## История
Село Мариенбург основано в 1898 году немецкими переселенцами с Поволжья и березанских колоний. Названо по поволжской колонии Мариенбург. До 1917 года католическое село Успенской волости Змеиногорского уезда Томской губернии. В 1926 г. центр сельсовета, имелась начальная школа. Колхоз «Ротарбайтер».